# Miasto ogród

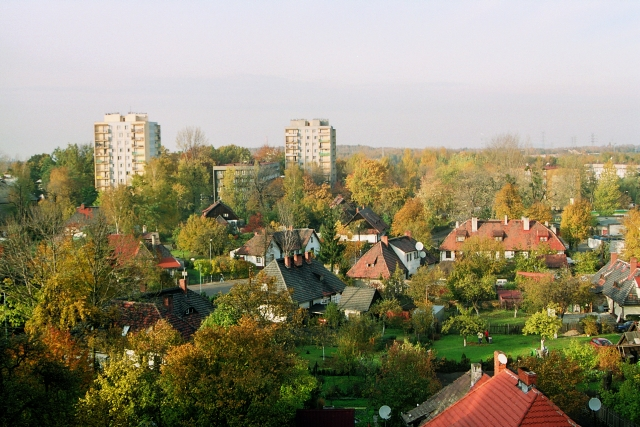
Fragment osiedla ogrodu Giszowiec w Katowicach

Miasto ogród – koncepcja miasta satelickiego lub oddalonego od centrum miasta osiedla charakteryzującego się niską, luźną zabudową, a przede wszystkim znacznym udziałem terenów zielonych (ogrodów, skwerów, parków) w ogólnej powierzchni miasta.
Koncepcja pojawiła się w proteście przeciwko zabudowie kapitalistycznego miasta przemysłowego.

## Koncepcja
Przeznaczone było dla 32 tysięcy mieszkańców. Jednostka została oparta na planie koła podzielonego głównymi ulicami na sześć jednakowych części. Poszczególne strefy miały przypisane funkcje, na przykład usługowe, mieszkaniowe, rekreacyjne. Całość była skupiona wokół centralnego parku o średnicy około 900 m, w którym znajdowały się budynki publiczne i otoczona wieńcem terenów rolniczych. Według założeń na jednego mieszkańca przypadało 35 m² zieleni publicznej, a na jeden dom 200 m². Na wąskim pasku terenu, który otaczał dzielnice mieszkaniowe, usytuowane miały być zakłady przemysłowe i magazyny. Odzwierciedlało to sprzeciw wobec sypialnianego charakteru przedmieść.
Ponieważ miasto miało być założone na terenach rolniczych, koszt utrzymania i ceny mieszkań były niskie. Zgodnie z ideą powstanie modelowego zespołu miast miało powodować samoczynne powstawanie nowych. Gdyby zostały połączone szybką komunikacją, skupione byłyby wokół większego miasta centralnego.

## Historia
Koncepcja miasta ogrodu pojawiła się w 1898 roku w Anglii. Jej autorem był Ebenezer Howard, który opublikował ją w książce pt. Garden Cities of Tomorrow.
Pierwszy plan miasta ogrodu autorstwa B. Parkera i R. Unwina zaczęto realizować w 1904 roku. Jedna z trzech wiosek – Letchworth – dała nazwę nowemu osiedlu projektowanemu na 35 tysięcy mieszkańców. Miasto zostało podzielone na cztery części przez biegnącą z zachodu na wschód linię kolejową oraz prostopadłą do niej dolinę. Każda część posiadała własny ośrodek ogólnomiejski. Jest to największa jednostka. Nadano jej układ koncentryczny, jednak bez centralnego parku.
Realizacje niezupełnie zgodne z koncepcją nie wywołały samorzutnego powstawania nowych miast, jednak w 1920 roku przyczyniły się do powstania schematu osad satelickich dookoła Londynu. Oprócz Letchworth miało powstać 29 satelitów, zrealizowano tylko 8.

## Przykłady

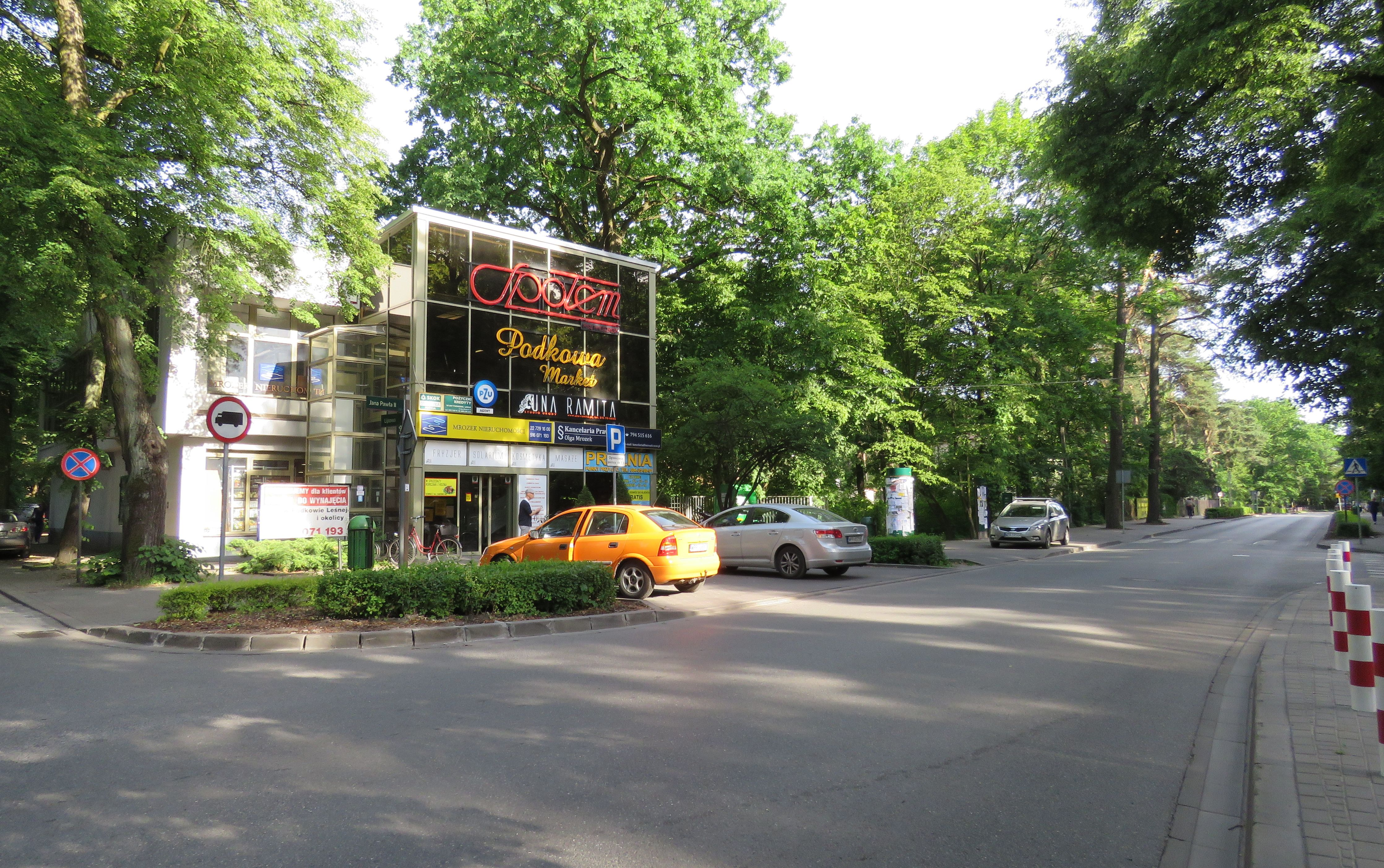
Centrum Podkowy Leśnej

Idea miasta ogrodu była realizowana w Polsce w najszerszym zakresie na obrzeżach Warszawy oraz jej osiedlach i miastach satelitarnych. Do tych realizacji należą:
- Podkowa Leśna
- Milanówek
- Komorów
- Popowo-Letnisko
- fragmenty Starego Żoliborza: Żoliborz Oficerski, Żoliborz Dziennikarski, Żoliborz Urzędniczy; w pewnym stopniu powojenne Sady Żoliborskie
- warszawskie osiedla: Muranów, Sadyba[3] i Włochy
- Śródborów (obecnie część Otwocka)
- Szpital Tworkowski, który jest w pełni ukończoną w okresie międzywojennym realizacją miasta ogrodu, według koncepcji Witolda Łuniewskiego, na podstawie projektu architektów i urbanistów Tadeusza Plucińskiego i Władysława Jastrzębskiego oraz projektanta zieleni Alfreda Lucjana Zakrzewskiego.
- Miasto Ogród Mińsk – w 1937 roku tereny zostały przyłączone do Mińska Mazowieckiego.

W Ząbkach rozpoczęto w 1912 roku tworzenie projektu miasta ogrodu, lecz idea ta została zrealizowana tylko częściowo.
Innymi przykładami praktycznej realizacji są:
W Polsce:
- osiedle Sępolno we Wrocławiu
- osiedle Kawaleryjskie w Białymstoku
- dzielnica Giszowiec w Katowicach (częściowo zniszczona),
- Karłowice we Wrocławiu,
- Nowa Huta w Krakowie,
- Dziesiąta w Lublinie (realizacja przerwana),
- Sokolniki-Las koło Łodzi[4],
- Chełmy w Zgierzu[5],
- Kolonia Emma w Radlinie,
- Zbąszynek,
- Mościce (od 1951 w Tarnowie),
- Kolonia Grabówka w Częstochowie[6].
- Żarki-Letnisko położone koło Myszkowa w województwie śląskim[7]
- Szpital Kliniczny im. dr. Józefa Babińskiego w Krakowie. Zbudowany we wsi Kobierzyn. W parku o obszarze 52 hektarów powstał kompleks składający się z 15 pawilonów przeznaczonych dla 800 chorych oraz z ponad 40 innych budynków. Szpital posiadał m.in. własną piekarnię, pralnię, elektrociepłownię, warsztaty techniczne i różne warsztaty terapii zajęciowej, a także gospodarstwo rolne i ogrodnicze, budynek teatralny, boisko, kaplicę i cmentarz[8],
- Miasto Ogród Jelonek,
- Miasto Ogród Młociny,
- Miasto Ogród Wiskitno.

Na świecie:
- osiedle Ratshof w Królewcu,
- miasto Cwmbran w aglomeracji Cardiff,
- miasta ogrody Basildon, Stevenage, Bracknell, Milton Keynes, Letchworth Garden City, Welwyn Garden City powstałe po II wojnie światowej jako efekt planu deglomeracji Londynu;
- w Niemczech propagował ją między innymi Hermann Muthesius, projektant i twórca miasta ogrodu Hellerau pod Dreznem.

Tytułu „miasto ogród” używają oficjalnie Podkowa Leśna i Milanówek.